# Фрата Полезине
Фра̀та Полѐзине (на италиански: Fratta Polesine; на венециански: Frata Polesine, Фрата Полезине) е малко градче и община в Северна Италия, провинция Ровиго, регион Венето. Разположено е на 11 m надморска височина. Населението на общината е 2870 души (към 2012 г.).